# Karl Bege

Karl Bege, ca. 1849.

Karl Friedrich Bege (* 28. Mai 1768 in Seesen; † 25. September 1849 in Wolfenbüttel) war ein deutscher Jurist und Historiker.

## Leben und Werk
Bege studierte ab 1790 Rechtswissenschaften an der Universität Helmstedt. Seit 1793 arbeitete er zunächst als Auditor beim Magistrat der Stadt Wolfenbüttel. Während der Franzosenzeit im Königreich Westphalen, zu dem Wolfenbüttel als Teil des aufgelösten Fürstentums Braunschweig-Wolfenbüttel zwischen 1807 und 1813 gehörte, war Bege Friedensrichter im Kanton Wolfenbüttel. Nach der Befreiung wurde er 1815 erst Kreisamtmann in Seesen, später dann in Helmstedt, wo er zuletzt als Kreisrichter tätig war.

## Schriften (Auswahl)
- Geographisch-statistische Beschreibung der Fürstenthümer Wolfenbüttel und Blankenburg. Braunschweig 1802 und 1803, (2 Bände), zusammen mit Georg Hassel. Nachdruck: Nabu Press, 2011, ISBN 1-248-10679-2.
- Ergänzungen zu Fredersdorf’s Promtuarium der Fürstlich Braunschweigisch-Wolfenbüttel’schen Landesverordnungen. Helmstedt 1828.
- Repertorium der Verordnungssammlung für die Braunschweigischen Lande vom Jahre 1814 bis 1848. Helmstedt 1829 bis 1849 (6 Bände).
- Chronik der Stadt Wolfenbüttel und ihrer Vorstädte. Wolfenbüttel 1839, Nachdruck: von Hirschheydt, Hannover-Döhren 1978, ISBN 3-7777-0060-6.
- Geschichten einiger der berühmtesten Burgen und Familien des Herzogthums Braunschweig. Holle, Wolfenbüttel 1844, Nachdruck: von Hirschheydt, Hannover-Döhren 1979, ISBN 3-7777-0003-7.
- Geschichte der Städte Seesen und Scheppenstedt. Holle, Wolfenbüttel 1846, Nachdruck: von Hirschheydt, Hannover-Döhren 1974, ISBN 3-7777-0814-3.

Beges Nachlass befindet sich heute in der Wolfenbütteler Herzog August Bibliothek.